# Blue Steel
Blue Steel (conocida como Testigo fatal en Hispanoamérica, Enamorarse de un asesino en Argentina y Chile y Acero azul en España) es una película de acción y misterio estadounidense de 1990, dirigida por Kathryn Bigelow y protagonizada por Jamie Lee Curtis, Ron Silver y Clancy Brown.

## Argumento
Megan Turner siempre ha soñado con vestir el uniforme de la policía de Nueva York para poder hacer justicia y poder de ese modo escapar de sus orígenes humildes. En su primera ronda de noche, después de haberse convertido en policía, Megan se enfrenta a un atraco a punta de pistola en una pequeña tienda y se ve obligada a matar al agresor que la amenaza. Durante los instantes de confusión uno de los clientes del local aprovechara para llevarse el arma del ladrón y usarla más adelante con fines maléficos.
Adicionalmente se vuelve obsesionado con ella e incluso la acosa despiadadamente.

## Reparto
- Jamie Lee Curtis es Megan Turner.
- Ron Silver es Eugene Hunt.
- Clancy Brown es Nick Mann
- Louise Fletcher es Shirley Turner.
- Philip Bosco es Frank Turner.
- Richard Jenkins es Dawson.
- Elizabeth Pena es Tracy.
- Kevin Dunn es Hoyt.
- Tom Sizemore es Robber.

## Producción
Al principio, la producción cinematográfica iba a ser lanzada por Vestron Pictures y su sucursal Lightning Pictures. Sin embargo, al final, fue adquirida por MGM debido a los problemas financieros de Vestron.